# Claude Turmes
Claude Turmes, född 26 november 1960 i Diekirch i Luxemburg, är en luxemburgsk politiker. Han var ledamot av Europaparlamentet för Déi Gréng 1999–2018. Han omvaldes 2004, 2009 och 2014.